# Silberchlorit
Silberchlorit ist eine anorganische Verbindung aus der Gruppe der Chlorite.

## Gewinnung und Darstellung
Silberchlorit kann ausgehend von Kaliumchlorat über Chlordioxid und Bariumchlorit hergestellt werden. Wird Kaliumchlorat mit Oxalsäure und wenig Wasser erhitzt entsteht Chlordioxid, das in Wasser aufgefangen werden kann. Durch Zugabe von Bariumperoxid entsteht Bariumchlorit. Aus dessen Lösung kann mit Silbernitrat dann Silberchlorit ausgefällt werden.

## Eigenschaften
Silberchlorit kristallisiert im orthorhombischen Kristallsystem in der Raumgruppe Pcca (Raumgruppen-Nr. 54) mit den Gitterparametern a = 6,0754 Å; b = 6,6796 Å und c = 6,1226 Å sowie 4 Formeleinheiten pro Elementarzelle. Es ist wenig wasserlöslich.